# Castell del Moro
El castell del Moro (popularment castell des Moro), conegut també amb el nom de Castellet del Molí, és una construcció defensiva dèpoca medieval situada al municipi mallorquí de Deià. Es troba al cap curucull d'un penyal de roca massissa, de manera que es pot considerar un castell roquer. Es tracta d'una construcció relativament petita i en estat de ruïna.

## Situació
Es troba al capdamunt d'una roca a 289 m ben a prop de les possessions del Molí, Son Ripoll i Can Borràs. El camí que s'hi enfila parteix del camí de l'Arxiduc a l'altura de Can Borràs, el qual és de pas molt complicat i culmina amb uns escalons que s'enfilen fins al castell. De dalt estant es pot guardar tota la contrada de la vila.

## Estructura
L'accés a l'edifici es fa per unes escales que condueixen a la porta, la qual està parcialment esbaldregada. El portal és de llinda feta de pedres de marès. El vestíbul d'entrada presenta un doble mur amb restes de forats de bigues que cobrien la petita estança. Sobre l'entrada, el petit recinte defensiu combina segments de mur lligat per morter de calç i la penya natural. Hi ha restes d'una espillera que mira a ponent, cap a Can Borràs. El parament principal és compost de pedres calcàries lligades amb morter de calç. No obstant això, bona part de la murada del castell la conforma la mateixa paret del penyal, sense que sigui necessari que s'hi alci un mur.

## Història
Hom compta amb molt poca documentació pel que fa als orígens, la història i els usos d'aquest castell, si bé sembla clar que l'actual edifici data de l'Edat Mitjana i respon a la tipologia i la funcionalitat de les anomenades bastides, torres de defensa d'origen medieval que protegien els camins i les cases de dins llur camp d'acció, en aquest cas la vila de Deià i el camí cap a Son Rutlan i Valldemossa. El castell del Moro recorda les fortificacions del puig de la Bastida d'Alaró, fetes construir del Rei en Jaume. Cal no descartar, però, que es tracti d'una construcció d'època islàmica o que, si més no, els seus orígens s'hi remuntin. Sembla que hi pogué haver una preexistència d'època romana al mateix lloc, pel fet que s'hi han trobat bocins d'àmfora romana.
Hom pensa, pel que fa al destacament de la guarnició, que hi cabien dos homes que dormirien a l'estatge que hi havia damunt la cambra de l'entrada.

## Llegendes
A Mallorca, les construccions antigues, megalítiques o ruïnoses, normalment de construcció sorprenent sigui per la situació o per la tècnica constructiva, hom les associava amb el període anterior a la Conquesta de Mallorca, motiu pel qual solien rebre la determinació de del Moro o dels Moros. Es tracta d'una creença popular que en molts de casos no s'ajusta a la realitat (tot sovint es tracta de talaiots o, simplement, d'edificis ruïnosos de factura particular), però que ha donat lloc a l'aparició de moltes de llegendes.
En concret, l'Arxiduc va recollir una rondalla sobre el castell del Moro de Deià. La narració explica que els darrers moros de la contrada vivien al Castellet i que vivien de tot quant robaven. Un pastor els sentí que parlaven entre ells de l'estratègia que seguirien en cas que els acorralassin dins el castell: el primer es tiraria penyal avall dins una alfàbia, diria als altres si s'havia fet mal i, en cas que no, els altres farien igual. El pastor ho digué als vilatans, que els encerclaren dins el castell, i quan el primer moro es tirà cap avall el pastor digué als altres que s'hi tirassin, que no s'havia fet res. Fou així que els altres moros s'hi tiraren i així moriren els darrers moros de Deià.